# Тенгиз (аэропорт)
Тенги́з — аэропорт местных воздушных линий в Атырауской области Казахстана, в окрестностях посёлка Жана Каратон.
Аэродром «Тенгиз» 3 класса, рассчитан на приём самолётов Ан-24, Як-40 и всех более лёгких, а также вертолётов всех типов. Работает только в дневное время, принимает самолёты в визуальных метеоусловиях (VFR). Используется при проведении авиационных работ в интересах расположенного в данном регионе крупного нефтяного месторождения «Тенгиз». По состоянию на 2012 год аэропорт обслуживает рейсы Dash 8-Q202, регистрационный номер P4-TCO, принадлежащий компании Prime Aviation, которая выполняет рейсы Атырау — Тенгиз — Атырау для транспортировки вахтовиков к месту работы. Рейсы выполняются в дневное время, один-два раза в день.
Ранее эти рейсы выполняла компания «Казэйр Уэст» на самолёте Л-410. В то время также использовалась грунтовая полоса, перпендикулярная основной. В настоящее время грунтовая полоса не используется.